# Axel Teichmann
Axel Teichmann (Ebersdorf, 14 juli 1979) is een voormalige Duitse langlaufer. Hij werd in zijn carrière twee keer wereldkampioen: in 2003 op de 15 kilometer klassieke stijl en in 2007 op de 2x15 kilometer achtervolging (skiatlon). Hij werd in 2010 vice-olympisch kampioen op de 50 kilometer klassieke stijl.
Teichmann behaalde in zijn carrière 13 individuele overwinningen in de wereldbeker en de eindzege in de wereldbeker in het seizoen 2004/2005. 
Na afloop van de 50 kilometer vrije stijl tijdens de Olympische Winterspelen 2014 maakte Teichmann bekend een punt te zetten achter zijn carrière. 

## Belangrijkste resultaten

### Wereldkampioenschappen junioren
| Jaar | Plaats     | Resultaten                                                        |
| ---- | ---------- | ----------------------------------------------------------------- |
| 1997 | Canmore    | 6e 10km klassieke stijl 9e 30km vrije stijl 7e 4x10km estafette   |
| 1998 | Pontresina | 10e 10km vrije stijl 16e 30km klassieke stijl 6e 4x10km estafette |
| 1999 | Saalfelden | 10km klassieke stijl · 17e 30km vrije stijl · 4x10km estafette    |

### Wereldkampioenschappen
| Jaar | Plaats               | Resultaten                                                                                            |
| ---- | -------------------- | --- |
| 1999 | Ramsau Oostenrijk    | 34e 10km klassieke stijl 4e estafette                                                                 |
| 2001 | Lahti Finland        | 14e 15km klassieke stijl 14e 20km achtervolging                                                       |
| 2003 | Val di Fiemme Italië | 15km klassieke stijl · 5e 2x10km achtervolging · 4x10km estafette                                     |
| 2005 | Oberstdorf Duitsland | 7e 15km vrije stijl · 30ste 2x15km achtervolging · teamsprint · 4x10km estafette                      |
| 2007 | Sapporo Japan        | 2x15km achtervolging · 5e 15km vrije stijl · 4e teamsprint · 4e 4x10km estafette                      |
| 2009 | Liberec Tsjechië     | 38e 15 km klassieke stijl · 30e 2x15km achtervolging · teamsprint klassieke stijl · 4x10 km estafette |
| 2011 | Oslo Noorwegen       | 13e 15 km klassieke stijl · 4x10 km estafette                                                         |
| 2013 | Val di Fiemme Italië | 9e 15 km vrije stijl 23e sprint klassieke stijl 9e teamsprint 7e 4x10 km estafette                    |

### Olympische Winterspelen
| Jaar | Plaats                          | Resultaten                                                                                      |
| ---- | ------------------------------- | ----------------------------------------------------------------------------------------------- |
| 2002 | Salt Lake City Verenigde Staten | 19e 30km vrije stijl 14e 15km klassieke stijl 38ste 2x10km achtervolging                        |
| 2010 | Vancouver Canada                | 44e 15km vrije stijl · teamsprint · 6e 4x10km estafette · 50km klassieke stijl massastart       |
| 2014 | Sotsji Rusland                  | 8e 15km klassieke stijl 23e 2x15km skiatlon 39e 50km vrije stijl massastart 9e 4x10km estafette |

### Wereldbeker

#### Wereldbekeroverwinningen (13)
| Datum            | Plaats               | Onderdeel                          |
| ---------------- | -------------------- | ---------------------------------- |
| 21 december 2002 | Ramsau               | 2x10km achtervolging               |
| 30 november 2003 | Kuusamo              | 2x15km achtervolging               |
| 20 november 2004 | Gällivare            | 15km klassieke stijl               |
| 28 november 2004 | Kuusamo              | 15km klassieke stijl               |
| 11 december 2004 | Lago di Tesero       | 2x15km achtervolging               |
| 27 januari 2007  | Otepää               | 15km klassieke stijl               |
| 24 november 2007 | Beitostølen          | 15km vrije stijl                   |
| 8 december 2007  | Davos                | 15km klassieke stijl               |
| 27 december 2008 | Oberhof              | 3,75km vrije stijl                 |
| 31 december 2008 | Nove Mesto na Morave | 15km klassieke stijl               |
| 3 januari 2009   | Val di Fiemme        | 20km klassieke stijl               |
| 20 maart 2010    | Falun                | 3,3 km vrije stijl                 |
| 30 december 2011 | Oberhof              | 15km achtervolging klassieke stijl |

#### Eindstand algemene wereldbeker
| Seizoen   | Plaats |
| --------- | ------ |
| 1998/1999 | 76e    |
| 1999/2000 | 57e    |
| 2000/2001 | 24e    |
| 2001/2002 | 43e    |
| 2002/2003 | 4e     |
| 2003/2004 | 5e     |
| 2004/2005 | Goud   |
| 2005/2006 | 24e    |
| 2006/2007 | 18e    |
| 2007/2008 | 8e     |
| 2008/2009 | 6e     |
| 2009/2010 | 7e     |
| 2010/2011 | 49e    |
| 2011/2012 | 51e    |
| 2012/2013 | 61e    |